# Área de conservación privada Panguana
La Área de conservación privada Panguana es un área protegida en el Perú. Se encuentra en la región Huánuco. Fue creado mediante R.M. N.º 300-2011-AG. Está ubicada en la provincia de Puerto Inca, región Huánuco y tiene una extensión de 135.60 hectares.

## Historia
La Estación de Investigación Biológica "Panguana" fue fundada en 1968 por los biólogos Maria Koepcke y Hans-Wilhelm Koepcke, y fue originalmente diseñada para un período de solamente cinco años de investigación de campo. Originalmente una cabaña de madera con techo de palma y una cabaña de cocina adicional, abandonada por los lugareños, servía como alojamiento. 
Desde el año 2000, su hija Juliane Koepcke está a cargo de la estación, en su ausencia el administrador Moro es su representante local.Desde 2003 existe una cooperación científica entre la Colección Zoológica del Estado de Múnich, en la que trabaja Juliane Diller, y el Museo de Historia Natural de la Universidad Nacional Mayor de San Marcos en Lima, Perú. En los últimos años, el área de la estación se ha ampliada varias veces de 187 hectáreas a más de mil hectáreas mediante la compra de terrenos adyacentes.
Después de los infructuosos esfuerzos de Hans-Wilhelm Koepcke en la década de 1970 para que se reconociera a Panguana como reserva natural, el área se convirtió en la zona de estudio científico del Ministerio de Agricultura, Dirección Forestal, de Caza y Tierras, Panguana fue declarada Área de Conservación Privada (ACP) por el Ministerio del Ambiente del Perú a fines de 2011 y ahora está permanentemente protegida contra la deforestación, la caza y minería ilegal .

## Estación biológica
El objetivo de la institución es estudiar la biodiversidad de flora y fauna y sus relaciones ecológicas. Además, se debe proteger y preservar este ecosistema único.
A través de un trabajo científico continuo, la diversa fauna y flora puede ser explorada, asignada sistemáticamente y documentada por su nomenclatura, y las diversas formas de vida y relaciones biológicas entre sí pueden ser documentadas. Numerosas tesis y doctorados fueron desarrollados en Panguana y muchas expediciones internacionales fueron realizadas allí. Hasta la fecha, se han publicado más de 180 publicaciones científicas sobre los resultados de las investigaciones recogidas en esta área. En coordinación con la directora de la estación, Juliane Diller, los científicos pueden trabajar en la estación de investigación Panguana.
Para una mejor observación, la selva fue provista de una red de senderos de aproximadamente 20 km de largo. La estación cuenta con dos casas de huéspedes con un laboratorio para unas quince personas, varios botes y un sistema fotovoltaico para la generación de energía y el funcionamiento de una bomba de pozo. Está gestionado, custodiado y cuidado por el propietario de la finca vecina y administrador de la estación biológica Carlos Vásquez "Moro" Módena, y su familia.

## Ubicación y biodiversidad
Se trata de un área de unos 13 km², ubicada en la selva baja del Perú. Panguana lleva el nombre local del Crypturellus undulatus, una especie de perdiz característica de la región. La estación, a la que solamente se puede llegar en barco y a pie, está situada a 260 m de altitud sobre el río Yuyapichis, afluente del río Pachitea.
El área de investigación al pie de la Cordillera Oriental peruana es ligeramente montañosa con bosque alto sin inundaciones, pantanos, llanuras aluviales y bosques secundarios, así como algunas plantaciones y pastizales en las áreas periféricas occidentales.
Al este, el área limita con el territorio del pueblo indígena Asháninka, que se extiende hasta los 2.500 m de altura de las montañas de Sira, a unos 40 km de distancia. El área del Asháninka solamente es usada extensivamente y está cubierta en gran parte por la selva tropical original. A unos 4 km de la estación se encuentra un centro poblado llamado Pampas Verde con una escuela, donde los niños Asháninka de los alrededores vienen a tomar clases. Los científicos de Panguana apoyan esta escuela para llevar el valor de la selva tropical a los locales.
Grandes partes del área protegida de Panguana todavía están cubiertas por la selva primaria del Amazonas, y por lo tanto tienen una biodiversidad muy alta, que hasta ahora solamente ha sido investigada en fragmentos. En un área de 2 kilómetros cuadrados se identificaron 500 especies de árboles y 16 especies de palmeras y se documentaron más de 670 vertebrados diferentes, incluyendo 360 especies de aves, 115 especies de mamíferos, 78 especies de reptiles y 76 especies de anfibios. En la década de 1980, la actual directora de la estación investigó las 52 especies de murciélagos encontradas en Panguana. Mientras tanto, se conocen hoy 58 especies. A modo de comparación: en Europa solamente hay alrededor de 27 especies de murciélagos, y en Alemania viven 254 aves reproductoras diferentes con una superficie de unos 357.000 km². La fauna de insectos es inmensa y solamente se conoce parcialmente. Manfred Verhaagh, del Museo Estatal de Historia Natural de Karlsruhe, pudo encontrar unas 500 especies de hormigas en Panguana, lo que representa uno de los números más altos de especies en todo el mundo. Hasta ahora se han encontrado unas 250 especies de mariposas voladoras diurnas. Entre los lepidópteros nocturnos, que apenas han sido investigados hasta ahora, se estiman en 10.000 a 12.000 especies. Los peces apenas han sido investigados todavía, pero se supone que también tienen una alta biodiversidad.

## Clima
Con un promedio anual de 24,5 °C, el clima corresponde a la zona cercana a la Cordillera de los Andes, pero durante la estación seca son bastante frecuentes las temperaturas de mediodía superiores a 40 °C y más. Las precipitaciones anuales ascienden a 2.000 a 3.000 mm con alrededor de 180 días lluviosos. La estación lluviosa suele extenderse de octubre a abril, seguida de una estación seca. El interior del bosque tiene una humedad permanente de alrededor del 90 % durante todo el año.

## Galería

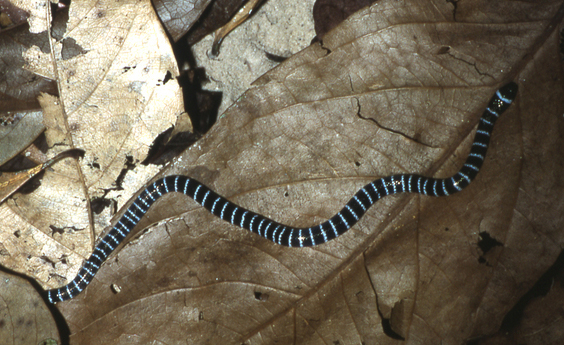
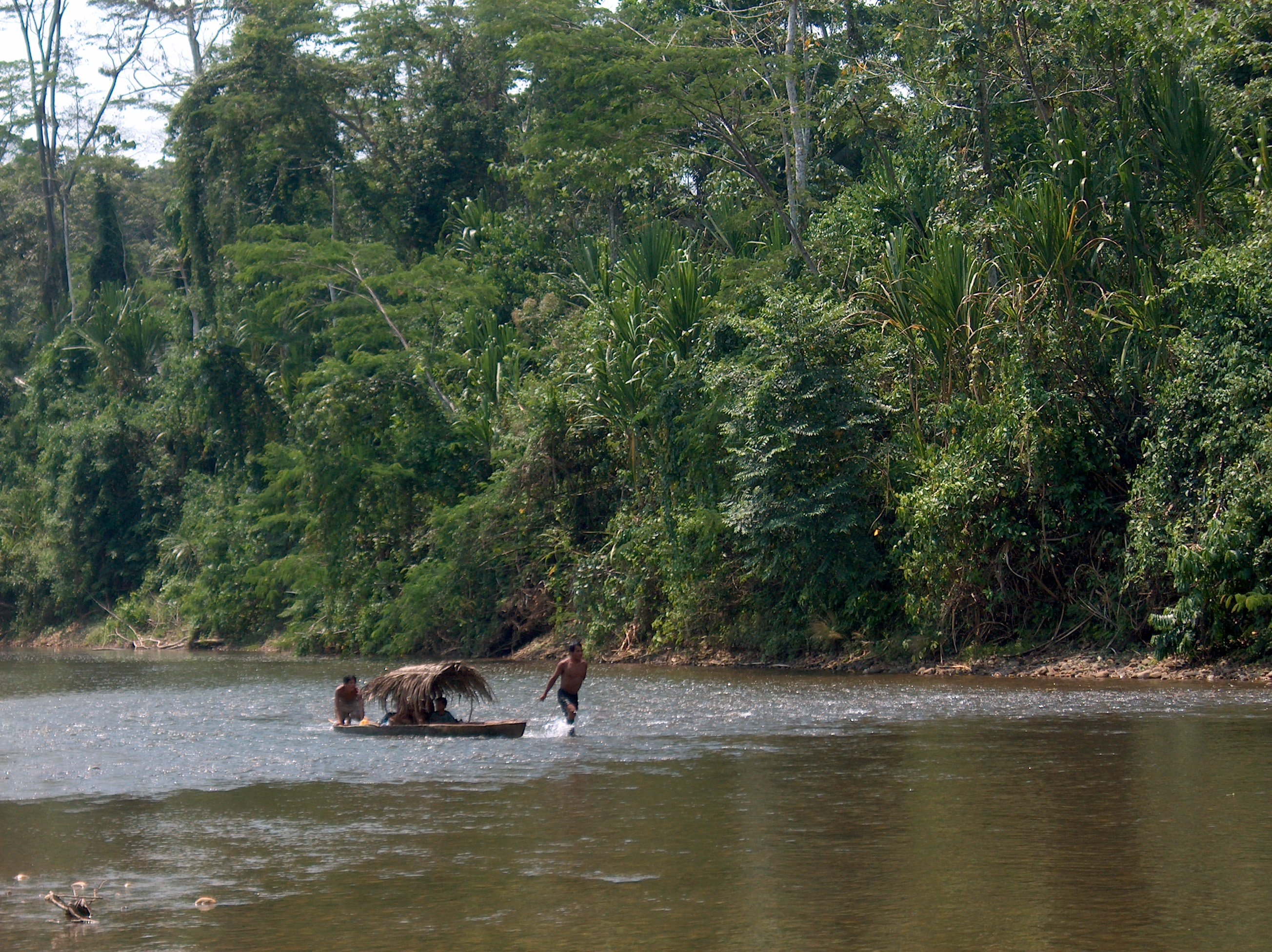
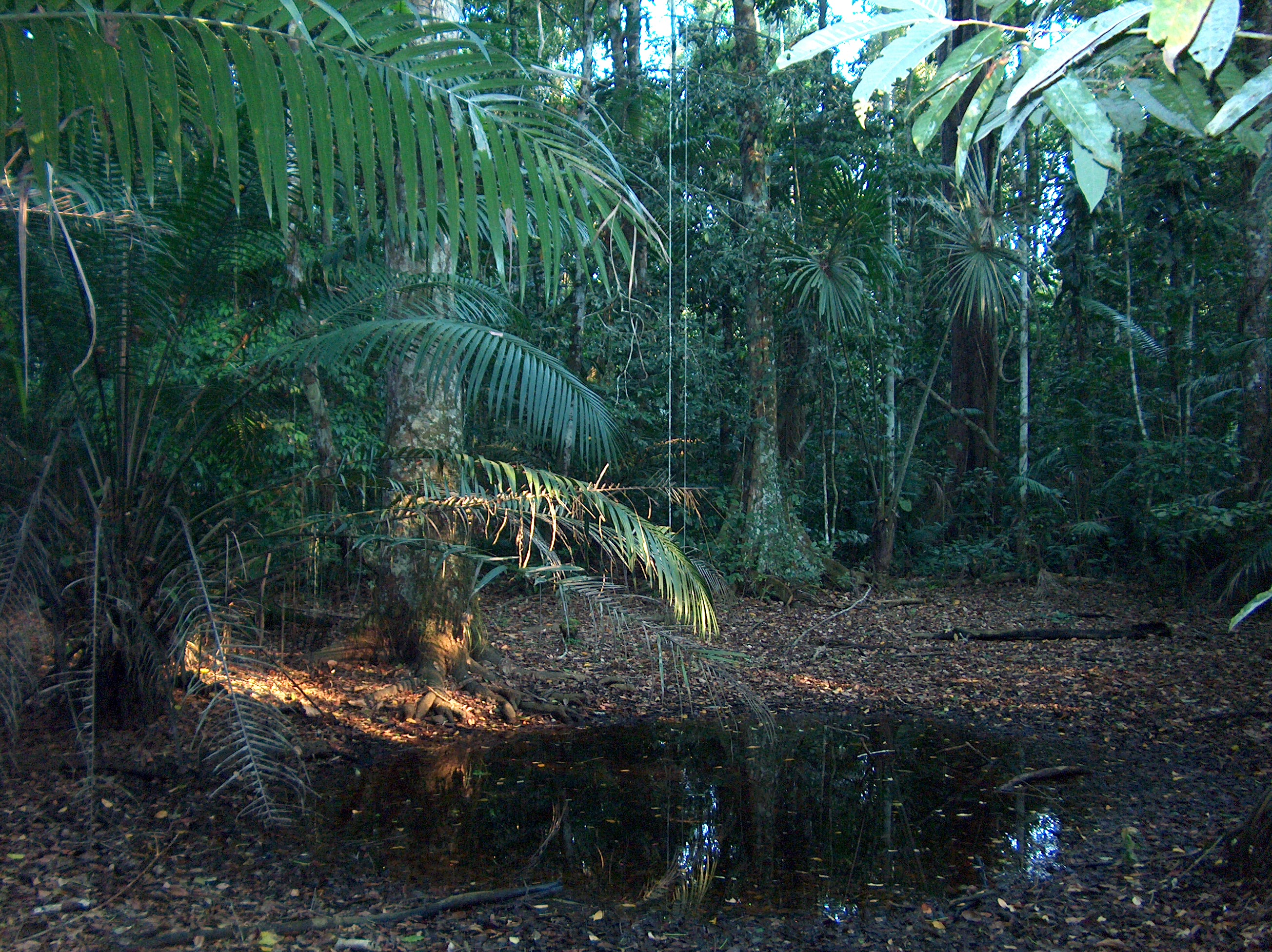
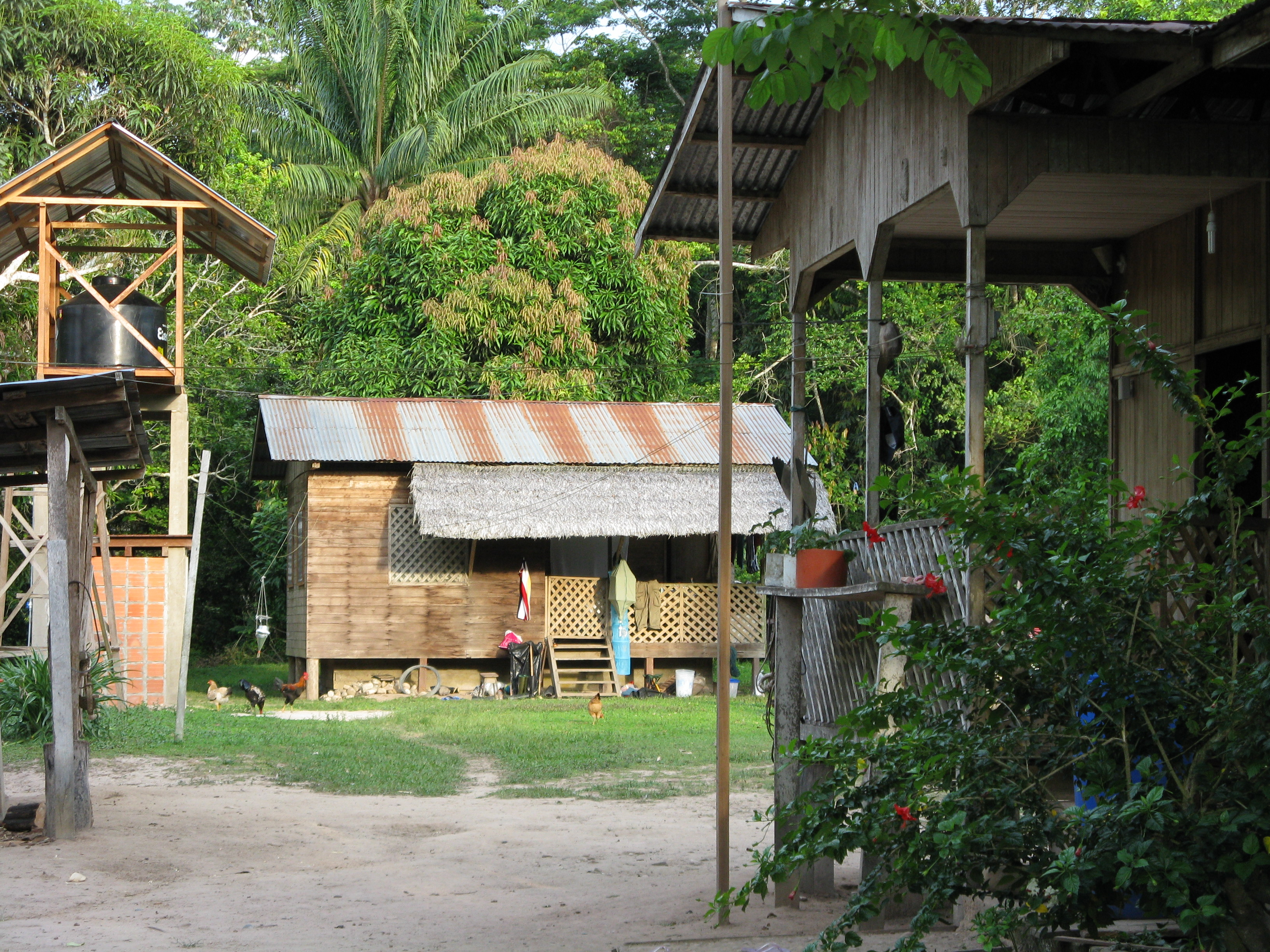
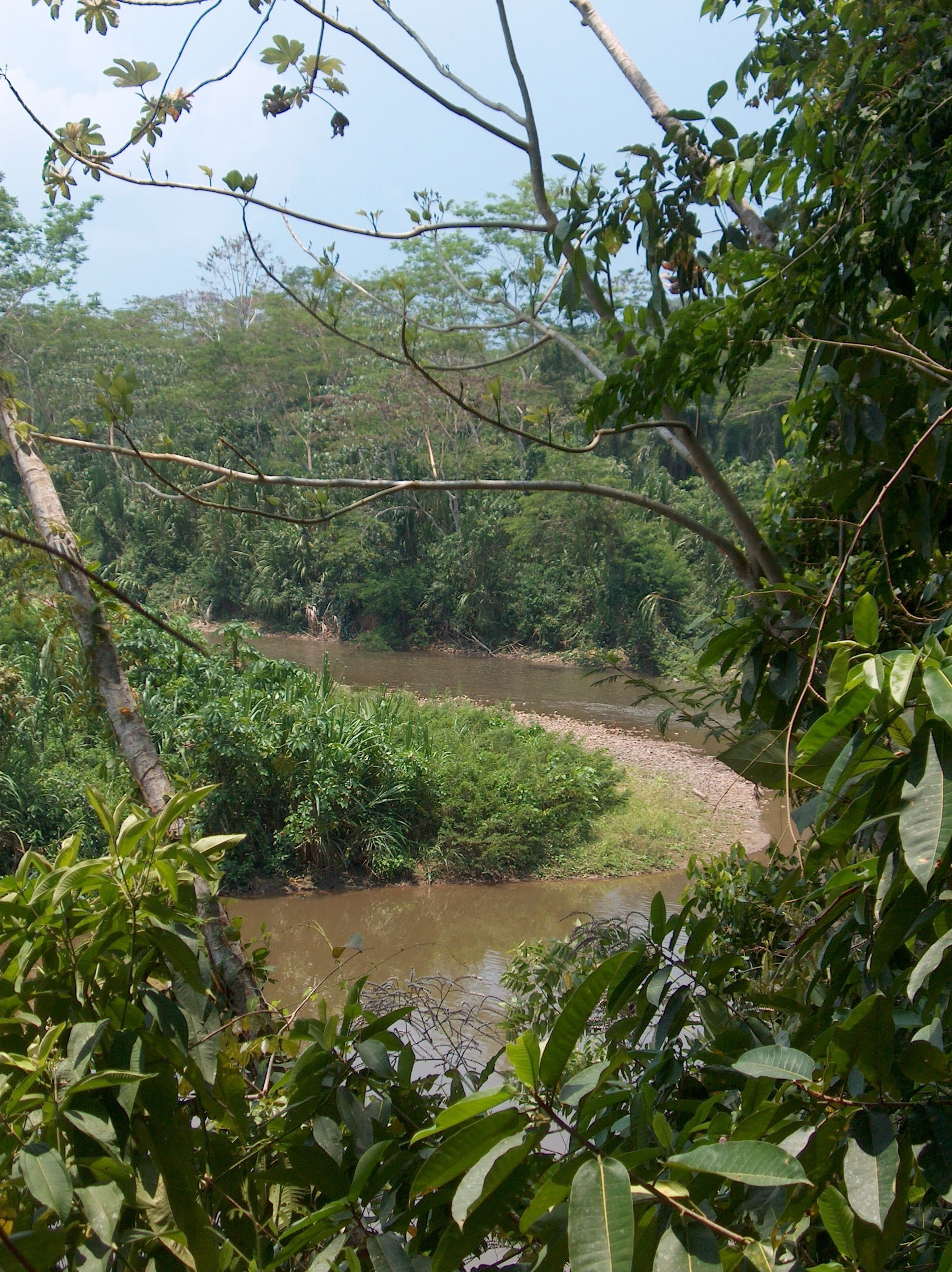